# Overstock.com
Overstock.com, Inc., также известная как O.co — американский онлайн-ретейлер со штаб-квартирой в Cottonwood Heights, Utah близ Солт-Лейк-Сити. Компания была открыта в мае 1999 года её CEO, Патриком Бёрном (англ. Patrick M. Byrne).
Первоначально Overstock.com продавала излишки и товар, возвращённый на электронные торговые площадки, занимаясь ликвидацией остатков по крайней мере 18 неудачных доткомов по ценам ниже оптовых. В последние годы начала продажу новых товаров, расширив этим свою деятельность.
В начале 2011 провели ребрендинг бизнеса в название «O.co», упростив и унифицировав международные операции. Однако из-за путаницы у клиентов и появления суффикса «.co» в названии, процесс смены наименования несколько затянулся.
В мае 2002 года компания вышла на IPO по цене 31 доллар и после получения значительного роста и прибыли в первых кварталах, в итоге достигла прибыли в 7,7 млн долларов в 2009 году и отчиталась о своём первом миллиарде долларов в 2010 году.

## Бизнес-модель
Часть товаров компании закупается или производится специально для Overstock.com. Среди такого есть товары ручной работы, произведённые для Overstock работниками в развивающихся странах. Кроме этого, компания также управляет поставками другим ретейлерам.
В дополнение к прямым продажам, с 24 сентября 2004 года Overstock также начал проводить интернет-аукционы на сайте Overstock.com, известном как торговая площадка и позднее на торговой площадке O.co. Этот вид сервиса закрыли в июле 2011.
Если вначале информация о компании передавалась лишь между клиентами, то позднее Overstock обратилась к телерекламе с немецкой киноактрисой Сабиной Эренфельд.
С 1999 года, когда Бёрн взял компанию под свой контроль и возобновил направление розничных продаж, для неё началось время прибылей. Бёрн прогнозировал в мае 2008 года, что Overstock станет прибыльной к 4 кварталу и принесёт доход в 10 млн долларов. Компания действительно стала прибыльной к 4 кварталу 2008, но снова допустила потери в первом и втором кварталах 2009 года. Окончательно на уровень доходности она вышла по итогам первого годового отчёта в апреле 2010 года. После оглашения отчёта акции Overstock.com выросли более чем на 30 процентов.
В 2011 году доходы упали на 5 % в течение двухмесячного периода штрафных санкций, введённых Google. По сообщениям Associated Press, Overstock создала поддельные веб-сайты дорвеи с целью увеличения потока посетителей к своей основной интернет-площадке. Overstock сообщила, что это, в частности, наказание, за размещение ссылок на сайтах колледжей и факультетов, по которым студенты и преподаватели могли получать скидки. В результате санкций от Google, поисковые результаты по определённым продуктам упали в рейтингах Google.
В 2013 году Overstock начала продвигать растущую иммиграцию. По сообщениям президента компании Джонатана Джонсона в Лос-Анджелес-Таймс, их фирма ведёт борьбу за наём требуемого количества программистов и разработчиков программного обеспечения с целью расширения бизнеса компании. «Мы платим больше, но людей по-прежнему недостаточно», — сказал он, — «Нам надо больше свободы при найме работников к себе. Это позволит нам решить проблему границ. Никто не полезет в окно дома, если может позвонить в дверь и войти через парадный вход.»
В декабре 2013 года компания объявила о предстоящем начале приёма виртуальной валюты Bitcoin в качестве платёжного средства. А 11 января 2014, когда биржевой курс биткойнов в третий раз превысил отметку в 1000 долл., CEO компании Патрик Бёрн (англ. Patrick M. Byrne) в своём блоге в Твиттере сообщил, что в первый день начала приёма их компанией биткойнов им удалось заработать дополнительные 124 000 долларов на 780 заказах товаров. Это делает Overstock.com крупнейшим интернет-магазином, принимающим виртуальную валюту.